# 퀀텀닷

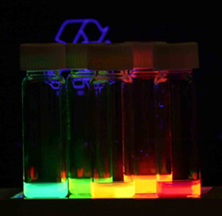
자외선으로 비춘 콜로이드성 퀀텀 닷. 서로 다른 크기의 퀀텀 닷이 퀀텀 제한으로 인해 다른 색의 빛을 발산한다.

퀀텀 닷(quantum dot, QD) 또는 양자점(量子點)은 크기가 수 나노미터(nm) 크기에 불과한 초미세 반도체 입자를 말한다.
밝은 부분은 더 밝게, 어두운 부분은 더 세밀하고 정교하게 표현한다. 발광하는 빛의 파장도 크기에 따라 달라져 기존에 접하지 못한 색을 구현할 수 있다. 또한 전력 소모량도 줄일 수 있다.
퀀텀 닷 기술을 이용해 기존의 PDP, LCD, LED, OLED 등에 비해 색상이 더 선명하고 수명이 길며 가격도 저렴한 디스플레이 장치를 만들 수 있다.

## 제조

### 콜로이드 합성
콜로이드 양자점 혹은 양자점 콜로이달은 콜로이드 상태를 가진 퀀텀 닷을 말한다.
반도체 분야에서 사용하는 주 재료이다. 특히 태양광 페인트 기술에서 사용되기도 한다. 태양광 페인트 기술은 다양한 종류의 CQD(colloidal quantum dots)를 페이스트 상태로 생산하는 기술로, 어떤 구조든지 도포가 가능하며 양자점(CQD)의 크기를 잘 조절할 경우 다양한 파장대의 전자기파를 흡수해 전력을 생산할 수 있다. 따라서 설치공간에 대한 제약이 없고 생산조건도 까다롭지 않다는 것이 장점이다.

## 역사
20세기 초반 황화 카드뮴(CdS)과 황화 셀레늄(CdSe)을 규산염 유리에 잘 혼합하여 루비 색에서 오렌지 색에 이르는 물질을 만들어 냈었다. 1932년 Rocksby는 이것을 X선 회절로 분석하여 CdS와 CdSe의 침전물로 색이 정해진다는 것을 확인하였다.
1981년 에키모프(러시아어: Екимов)와 오누셴코(러시아어: Онущенко)에 의해 글래스 매트릭스와 콜로이드 용액에서 최초로 발견되었다.
"퀀텀 닷"(quantum dot)이라는 용어는 1988년에 만들어졌다:

## 같이 보기
- 양자 포인트컨택트
- 초원자